# Eric Clapton/Auszeichnungen für Musikverkäufe

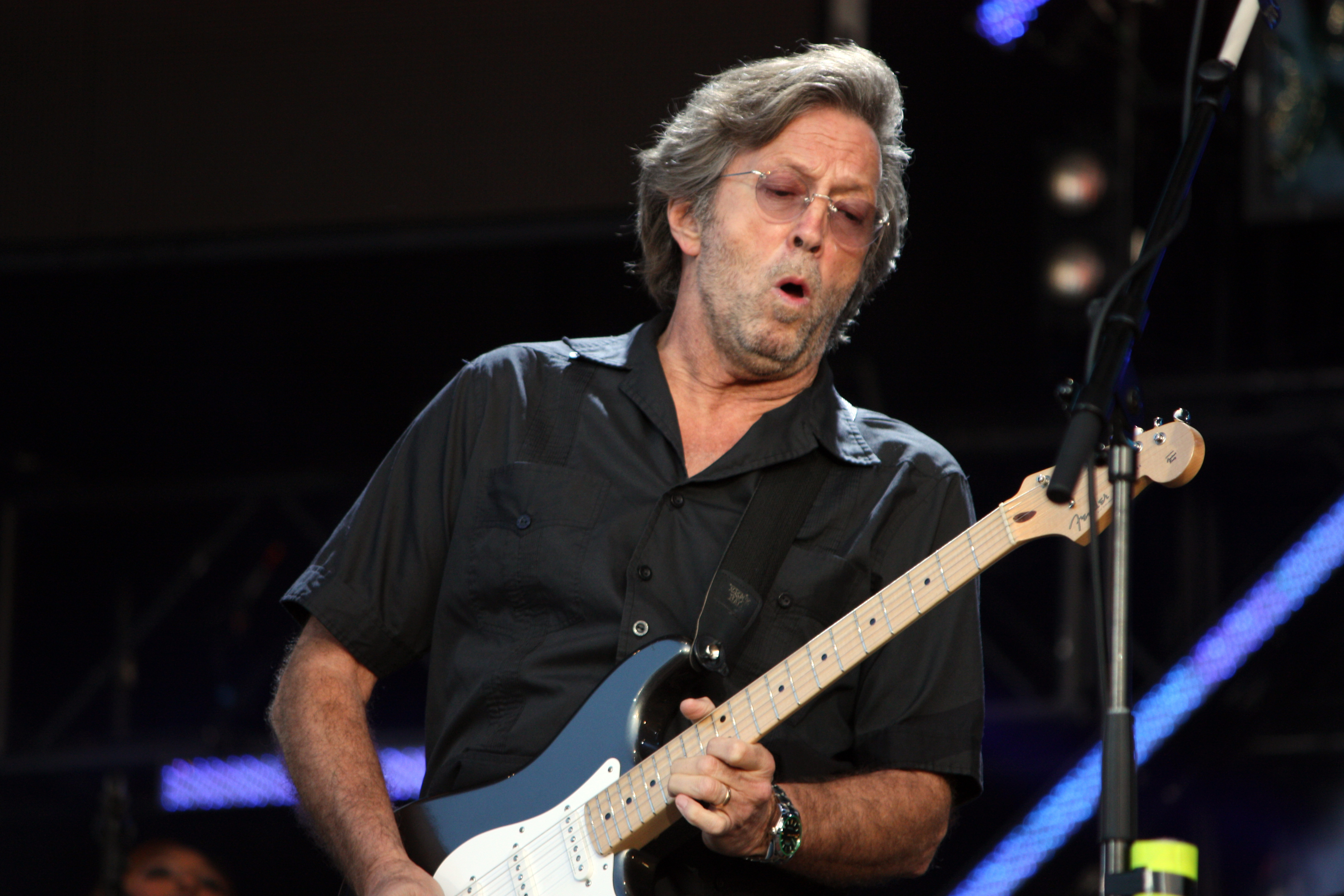
Eric Clapton (2008)

Dies ist eine Übersicht über die Auszeichnungen für Musikverkäufe des britischen Rocksängers und Gitarristen Eric Clapton. Die Auszeichnungen finden sich nach ihrer Art (Gold, Platin usw.), nach Staaten getrennt in chronologischer Reihenfolge, geordnet sowie nach den Tonträgern selbst, ebenfalls in chronologischer Reihenfolge, getrennt nach Medium (Alben, Singles usw.), wieder.

## Auszeichnungen
| - Frankreich - 1996: für die Single Change the World - Norwegen - 1977: für das Album Slowhand - 1986: für das Album Behind The Sun - Vereinigtes Königreich - 1975: für das Album There’s One in Every Crowd - 1975: für das Album Eric Clapton’s Rainbow Concert - 1975: für das Album E. C. Was Here - 1976: für das Album No Reason to Cry - 1978: für das Album Backless - 1980: für das Album Just One Night - 1995: für die Single Love Can Build a Bridge - 2010: für das Album The Road to Escondido - 2013: für das Album Strictly the Blues - 2013: für das Album Stages - 2013: für das Album The Blues Years - 2017: für das Album Backtrackin’ - 2019: für die Autorenbeteiligung Sunshine of Your Love (Cream) - 2023: für die Single Layla - 2024: für das Album The Breeze – An Appreciation of JJ Cale - Argentinien - 1990: für das Album Timepieces: The Best of Eric Clapton - 1993: für das Album Journeyman - 1994: für das Album From the Cradle - 2000: für das Album Riding with the King - 2001: für das Album Reptile - Australien - 1985: für das Album Behind The Sun - 1993: für die Single Layla - 1996: für die Single Change the World - 1999: für das Album Pilgrim - Belgien - 1998: für das Album Pilgrim - 2007: für das Album The Cream of Clapton - Brasilien - 1988: für das Videoalbum Live 1986 - 1993: für das Album 24 Nights - 2001: für das Album Riding with the King - 2001: für das Album Reptile - 2003: für das Album One More Car, One More Rider - 2004: für das Videoalbum Unplugged - 2004: für das Videoalbum One More Car, One More Rider - 2004: für das Album Clapton Chronicles: The Best of Eric Clapton - 2005: für das Videoalbum In Concert: A Benefit for the Crossroads Centre at Antigua - 2012: für das Album Clapton - 2012: für das Album Play the Blues: Live from Jazz at Lincoln Center - 2014: für das Videoalbum Crossroads Guitar Festival 2013 - Chile - 1993: für das Album Unplugged - Dänemark - 1997: für das Videoalbum Live in Hyde Park - 2011: für das Album Clapton - 2024: für die Single Cocaine - 2025: für die Single Layla - Deutschland - 1994: für das Album From the Cradle - 1998: für das Album Pilgrim - 2000: für das Album Riding with the King - 2001: für das Album Reptile - 2010: für das Album Live from Madison Square Garden - 2010: für das Videoalbum Live from Madison Square Garden - 2010: für das Videoalbum Crossroads Guitar Festival 2007 - 2014: für das Album Clapton - 2014: für das Videoalbum Crossroads Guitar Festival 2013 - 2016: für das Videoalbum Slowhand at 70 – Live at the Royal Albert Hall - 2018: für das Album The Breeze – An Appreciation of JJ Cale - Finnland - 1990: für das Album Journeyman - 1991: für das Album Story - 1993: für das Album Unplugged - 1998: für das Album Pilgrim - 1999: für das Album Clapton Chronicles: The Best of Eric Clapton - Frankreich - 1990: für das Album Story - 1990: für das Album Journeyman - 1995: für das Album The Cream of Clapton - 1998: für das Album Pilgrim - 2001: für das Album Riding with the King - 2007: für das Videoalbum Crossroads Guitar Festival 2007 - 2010: für das Album Clapton - Hongkong - 2000: für das Album Riding with the King - Italien - 1999: für das Album Clapton Chronicles: The Best of Eric Clapton - 2017: für die Single Cocaine - 2019: für die Autorenbeteiligung Sunshine of Your Love (Cream) - 2021: für das Album Unplugged - 2021: für die Single Tears in Heaven - 2021: für die Single Wonderful Tonight - Japan - 1992: für die Single Wonderful Tonight - 1993: für das Album Journeyman - 2003: für das Album Ballads - 2004: für das Album Me and Mr. Johnson - 2005: für das Album Back Home - 2008: für das Album Complete Clapton - 2014: für die Single Tears in Heaven (Digital) - Kanada - 1980: für die Single Cocaine - 1980: für das Album Just One Night - 1981: für das Album Another Ticket - 1992: für das Album Music from the Motion Picture Soundtrack RUSH - 1998: für das Album The Cream of Eric Clapton - 2001: für das Album Reptile - 2005: für das Album Me and Mr. Johnson - 2005: für das Videoalbum Live 1986 - Malaysia - 1999: für das Album Clapton Chronicles: The Best of Eric Clapton - Mexiko - 1993: für das Album 24 Nights - Neuseeland - 1981: für das Album Just One Night - 1996: für die Single Change the World - 1998: für das Album Pilgrim - 1999: für das Album Blues - 2008: für das Videoalbum Live at Montreux 1986 - 2021: für die Single Lay Down Sally - 2022: für die Single I Shot the Sheriff - Niederlande - 1990: für das Album Journeyman - 2000: für das Album Riding with the King - 2007: für das Album The Road to Escondido - 2016: für das Album The Breeze – An Appreciation of JJ Cale - Norwegen - 1999: für das Album Clapton Chronicles: The Best of Eric Clapton - 2001: für das Album Reptile - Österreich - 1990: für das Album Journeyman - 1994: für das Album From the Cradle - 1998: für das Album Pilgrim - 2000: für das Album Riding with the King - 2001: für das Album Reptile - 2009: für das Album The Road to Escondido - Polen - 1996: für das Album Unplugged - 1998: für das Album Pilgrim - 2010: für das Album Clapton - 2010: für das Videoalbum Crossroads Guitar Festival 2010 - Rumänien - 1988: für die Single After Midnight - Schweden - 1990: für das Album Journeyman - 1998: für das Album Pilgrim - Schweiz - 1987: für das Album Behind The Sun - 1990: für das Album Slowhand (RSO/PolyGram 1990) - 1990: für das Album Journeyman - 1991: für das Album Story - 1992: für das Album Timepieces: The Best of Eric Clapton - 1993: für das Album Slowhand (RSO/PolyGram 1993) - 1994: für das Album From the Cradle - 1998: für das Album The Cream of Eric Clapton - 1998: für das Album Pilgrim - 1999: für das Album Clapton Chronicles: The Best of Eric Clapton - 2000: für das Album Riding with the King - 2001: für das Album Reptile - 2006: für das Album The Road to Escondido - Spanien - 1990: für das Album Journeyman - 1998: für das Album Pilgrim - 2000: für das Album Riding with the King - 2001: für das Album Reptile - 2024: für die Single Cocaine - 2024: für die Single Tears in Heaven - 2024: für die Single Wonderful Tonight - Taiwan - 1999: für das Album Clapton Chronicles: The Best of Eric Clapton - Vereinigte Staaten - 1968: für die Autorenbeteiligung Sunshine of Your Love (Cream) - 1970: für das Album Eric Clapton - 1972: für das Album The History of Eric Clapton - 1974: für die Single I Shot the Sheriff - 1978: für die Single Lay Down Sally - 1980: für das Album Just One Night - 1981: für das Album Another Ticket - 1992: für das Album Music from the Motion Picture Soundtrack RUSH - 1992: für das Album 24 Nights - 1992: für das Videoalbum 24 Nights - 1996: für die Single Change the World - 1999: für das Album Blues - 2001: für das Album Reptile - 2004: für das Album Me and Mr. Johnson - 2005: für die Single Wonderful Tonight - 2005: für das Album Back Home - 2007: für das Album The Road to Escandido - 2007: für das Videoalbum Live at Montreux 1986 - 2008: für das Album Complete Clapton - 2009: für die Single Tears in Heaven (Digital) - Vereinigtes Königreich - 1974: für das Album 461 Ocean Boulevard - 1979: für das Album Slowhand - 1985: für das Album Timepieces: The Best of Eric Clapton - 1990: für das Album Story - 1991: für das Album 24 Nights - 1994: für das Album The Best of Eric Clapton - 1994: für das Album From the Cradle - 1998: für das Album Pilgrim - 2000: für das Album Riding with the King - 2001: für das Album Reptile - 2008: für das Album Live 1986 - 2013: für das Videoalbum Unplugged - 2013: für das Videoalbum Live in Hyde Park - 2013: für das Videoalbum Crossroads Guitar Festival 2004 - 2013: für das Videoalbum In Concert: A Benefit for the Crossroads Centre at Antigua - 2013: für das Videoalbum Live 1986 - 2015: für das Album Me and Mr. Johnson - 2016: für das Album Blues Breakers with Eric Clapton - 2019: für die Autorenbeteiligung Layla (Derek and the Dominos) - 2020: für die Single Tears in Heaven - 2022: für das Videoalbum Slowhand at 70 – Live at the Royal Albert Hall - 2025: für die Single Cocaine | - Frankreich - 1995: für das Album From the Cradle - Argentinien - 1999: für das Album Clapton Chronicles: The Best of Eric Clapton - Australien - 1993: für das Album The Cream of Eric Clapton - 2001: für das Album Riding with the King - 2004: für das Videoalbum 24 Nights - 2005: für das Videoalbum In Concert: A Benefit for the Crossroads Centre at Antigua - 2005: für das Videoalbum Live in Hyde Park - 2007: für das Videoalbum Clapton Chronicles: The Best of Eric Clapton - 2007: für das Videoalbum Crossroads Guitar Festival 2007 - 2008: für das Videoalbum Live 1986 - Brasilien - 1996: für das Album From the Cradle - 1998: für das Album Unplugged - 2012: für das Videoalbum Play the Blues: Live from Jazz at Lincoln Center - 2012: für das Videoalbum Crossroads Guitar Festival 2010 - Dänemark - 1989: für das Album 461 Ocean Boulevard - 2001: für das Album Riding with the King - 2023: für die Single Tears in Heaven - 2025: für die Single Wonderful Tonight - Deutschland - 2004: für das Album Clapton Chronicles: The Best of Eric Clapton - 2014: für das Album The Road to Escondido - 2014: für das Videoalbum Crossroads Guitar Festival 2010 - Europa - 1996: für das Album From the Cradle - Frankreich - 2001: für das Videoalbum Unplugged - 2005: für das Videoalbum Crossroads Guitar Festival 2004 - Hongkong - 1998: für das Album Pilgrim - 1999: für das Album Clapton Chronicles: The Best of Eric Clapton - Indien - 1995: für das Album Journeyman - Irland - 1992: für das Album Unplugged - 2007: für das Album Complete Clapton - Italien - 1989: für das Album Homeboy (Soundtrack) - 2000: für das Album Riding with the King - Japan - 1995: für das Album From the Cradle - 1998: für die Single Tears in Heaven - 2000: für das Album Riding with the King - 2001: für das Album Reptile - 2014: für die Single Change the World (Digital) - Kanada - 1979: für das Album Backless - 1999: für das Album Clapton Chronicles: The Best of Eric Clapton - 2000: für das Album Riding with the King - 2014: für das Videoalbum Crossroads Guitar Festival 2013 - Mexiko - 1992: für das Album Unplugged - Neuseeland - 1990: für das Album Backtrackin’ - 1995: für das Album From the Cradle - 2000: für das Album Riding with the King - 2004: für das Videoalbum Unplugged - 2006: für das Album Clapton Chronicles: The Best of Eric Clapton - 2007: für das Album The Road to Escondido - 2007: für das Videoalbum Crossroads Guitar Festival 2007 - 2018: für das Album Complete Clapton - 2021: für die Single Layla - Niederlande - 1992: für das Album Story - 1994: für das Album Timepieces: The Best of Eric Clapton - Norwegen - 1998: für das Album Pilgrim - Österreich - 1994: für das Album Timepieces: The Best of Eric Clapton (Polygram 1994) - 1996: für das Album Timepieces: The Best of Eric Clapton (Polygram 1996) - 2002: für das Album Clapton Chronicles: The Best of Eric Clapton - Polen - 2016: für das Album The Breeze – An Appreciation of JJ Cale - Singapur - 1999: für das Album Clapton Chronicles: The Best of Eric Clapton - Schweden - 1993: für das Album Unplugged - 1995: für das Album From the Cradle - 1999: für das Album Clapton Chronicles: The Best of Eric Clapton - Spanien - 1995: für das Album From the Cradle - Thailand - 1993: für das Album Unplugged - Ungarn - 2004: für das Album Me and Mr. Johnson - Vereinigte Staaten - 1975: für das Album 461 Ocean Boulevard - 1987: für das Album August - 1989: für das Album Backless - 1992: für die Single Tears in Heaven - 1993: für das Videoalbum Unplugged - 1996: für das Videoalbum The Cream of Eric Clapton - 1997: für das Album Behind The Sun - 1998: für das Album Pilgrim - 2001: für das Album Clapton Chronicles: The Best of Eric Clapton - 2008: für das Videoalbum In Concert: A Benefit for the Crossroads Centre at Antigua - 2008: für das Videoalbum One More Car, One More Rider - 2014: für das Videoalbum Crossroads Guitar Festival 2013 - Vereinigtes Königreich - 1987: für das Album August - 1989: für das Album Journeyman - 2001: für das Album The Cream of Clapton - 2021: für die Single Wonderful Tonight - Deutschland - 2015: für das Album Play the Blues: Live from Jazz at Lincoln Center | - Argentinien - 1993: für das Album Disconectado - 2000: für das Album Unplugged - Australien - 2005: für das Album Clapton Chronicles: The Best of Eric Clapton - Belgien - 2007: für das Album Unplugged - Europa - 1998: für das Album Pilgrim - 2000: für das Album Riding with the King - 2013: für das Album The Cream of Clapton - Frankreich - 2001: für das Album Unplugged - Italien - 1992: für das Album Unplugged - Japan - 1997: für die Single Change the World - 1998: für das Album Pilgrim - Kanada - 1981: für das Album Slowhand (1981) - 1990: für das Album Journeyman - 1995: für das Album From the Cradle - 1998: für das Album Pilgrim - Mexiko - 1999: für das Album Clapton Chronicles: The Best of Eric Clapton - Neuseeland - 2022: für die Single Cocaine - 2024: für die Single Tears in Heaven - Österreich - 1996: für das Album Unplugged - Polen - 2012: für das Album Play the Blues: Live from Jazz at Lincoln Center - Schweiz - 1994: für das Album Unplugged - Spanien - 2006: für das Album Clapton Chronicles: The Best of Eric Clapton - Vereinigte Staaten - 1991: für das Album Journeyman - 2001: für das Album Riding with the King - 2005: für das Album The Cream of Clapton - 2005: für das Album Crossroads - 2009: für das Videoalbum Live from Madison Square Garden - Vereinigtes Königreich - 2012: für das Album Clapton Chronicles: The Best of Eric Clapton - 2018: für das Album Complete Clapton - Deutschland - 2006: für das Album Unplugged - Australien - 1994: für das Album From the Cradle - 2007: für das Videoalbum Crossroads Guitar Festival 2004 - Dänemark - 2022: für das Album Unplugged - Europa - 1994: für das Album Unplugged - Kanada - 1979: für das Album Slowhand (1979) - 2005: für das Videoalbum Crossroads Guitar Festival 2004 - Neuseeland - 2009: für das Album The Cream of Clapton - 2025: für die Single Wonderful Tonight - Vereinigte Staaten - 1993: für das Album Slowhand - 1995: für das Album From the Cradle - 2005: für das Album Crossroads - Vereinigtes Königreich - 1991: für das Album The Cream of Eric Clapton - Japan - 1998: für das Album Unplugged - Niederlande - 1995: für das Album Unplugged - Spanien - 2003: für das Album Unplugged - Vereinigte Staaten - 2013: für das Videoalbum Crossroads Guitar Festival 2010 - Vereinigtes Königreich - 2010: für das Album Unplugged - Neuseeland - 1990: für das Album The Cream of Eric Clapton - Vereinigte Staaten - 2008: für das Videoalbum Crossroads Guitar Festival 2007 - Vereinigte Staaten - 1995: für das Album Timepieces: The Best of Eric Clapton - Australien - 2005: für das Album Unplugged - Neuseeland - 1990: für das Album Timepieces: The Best of Eric Clapton - Vereinigte Staaten - 2008: für das Videoalbum Crossroads Guitar Festival 2004 - Neuseeland - 2013: für das Album Unplugged - Japan - 1999: für das Album Timepieces: The Best of Eric Clapton - Kanada - 1993: für das Album Unplugged - Vereinigte Staaten - 1996: für das Album Unplugged - Japan - 1999: für das Album Clapton Chronicles: The Best of Eric Clapton |

## Auszeichnungen nach Alben

### Eric Clapton
| Land/Region               | Auszeichnungen für Musikverkäufe (Land/Region, Auszeichnung, Verkäufe) | Verkäufe |
| ------------------------- | ---------------------------------------------------------------------- | -------- |
| Japan (RIAJ)              | —                                                                      | 1.000    |
| Vereinigte Staaten (RIAA) | Gold                                                                   | 500.000  |
| Insgesamt                 | 1× Gold ·                                                              | 501.000  |

### The History of Eric Clapton
| Land/Region               | Auszeichnungen für Musikverkäufe (Land/Region, Auszeichnung, Verkäufe) | Verkäufe |
| ------------------------- | ---------------------------------------------------------------------- | -------- |
| Japan (RIAJ)              | —                                                                      | 3.000    |
| Vereinigte Staaten (RIAA) | Gold                                                                   | 500.000  |
| Insgesamt                 | 1× Gold ·                                                              | 503.000  |

### Eric Clapton’s Rainbow Concert
| Land/Region                  | Auszeichnungen für Musikverkäufe (Land/Region, Auszeichnung, Verkäufe) | Verkäufe |
| ---------------------------- | ---------------------------------------------------------------------- | -------- |
| Japan (RIAJ)                 | —                                                                      | 11.000   |
| Vereinigtes Königreich (BPI) | Silber                                                                 | 60.000   |
| Insgesamt                    | 1× Silber ·                                                            | 71.000   |

### 461 Ocean Boulevard
| Land/Region                  | Auszeichnungen für Musikverkäufe (Land/Region, Auszeichnung, Verkäufe) | Verkäufe  |
| ---------------------------- | ---------------------------------------------------------------------- | --------- |
| Dänemark (IFPI)              | Platin                                                                 | 100.000   |
| Japan (RIAJ)                 | —                                                                      | 70.000    |
| Vereinigte Staaten (RIAA)    | Platin                                                                 | 1.000.000 |
| Vereinigtes Königreich (BPI) | Gold                                                                   | 100.000   |
| Insgesamt                    | 1× Gold · 2× Platin ·                                                  | 1.270.000 |

### There’s One in Every Crowd
| Land/Region                  | Auszeichnungen für Musikverkäufe (Land/Region, Auszeichnung, Verkäufe) | Verkäufe |
| ---------------------------- | ---------------------------------------------------------------------- | -------- |
| Japan (RIAJ)                 | —                                                                      | 18.000   |
| Vereinigtes Königreich (BPI) | Silber                                                                 | 60.000   |
| Insgesamt                    | 1× Silber ·                                                            | 78.000   |

### E. C. Was Here
| Land/Region                  | Auszeichnungen für Musikverkäufe (Land/Region, Auszeichnung, Verkäufe) | Verkäufe |
| ---------------------------- | ---------------------------------------------------------------------- | -------- |
| Vereinigtes Königreich (BPI) | Silber                                                                 | 60.000   |
| Insgesamt                    | 1× Silber ·                                                            | 60.000   |

### No Reason to Cry
| Land/Region                  | Auszeichnungen für Musikverkäufe (Land/Region, Auszeichnung, Verkäufe) | Verkäufe |
| ---------------------------- | ---------------------------------------------------------------------- | -------- |
| Japan (RIAJ)                 | —                                                                      | 35.000   |
| Vereinigte Staaten (RIAA)    | —                                                                      | 300.000  |
| Vereinigtes Königreich (BPI) | Silber                                                                 | 60.000   |
| Insgesamt                    | 1× Silber ·                                                            | 395.000  |

### Slowhand
| Land/Region                  | Auszeichnungen für Musikverkäufe (Land/Region, Auszeichnung, Verkäufe) | Verkäufe  |
| ---------------------------- | ---------------------------------------------------------------------- | --------- |
| Belgien (BRMA)               | —                                                                      | 100.000   |
| Italien (FIMI)               | —                                                                      | 100.000   |
| Japan (RIAJ)                 | —                                                                      | 15.000    |
| Kanada (MC)                  | 3× Platin (1979) · + 2× Platin (1981)                                  | 500.000   |
| Norwegen (IFPI)              | Silber                                                                 | 25.000    |
| Schweiz (IFPI)               | Gold (RSO 1990) · + Gold (RSO 1993)                                    | 50.000    |
| Vereinigte Staaten (RIAA)    | 3× Platin                                                              | 3.000.000 |
| Vereinigtes Königreich (BPI) | Gold                                                                   | 100.000   |
| Insgesamt                    | 1× Silber · 3× Gold · 8× Platin ·                                      | 3.890.000 |

### Backless
| Land/Region                  | Auszeichnungen für Musikverkäufe (Land/Region, Auszeichnung, Verkäufe) | Verkäufe  |
| ---------------------------- | ---------------------------------------------------------------------- | --------- |
| Japan (RIAJ)                 | —                                                                      | 15.000    |
| Kanada (MC)                  | Platin                                                                 | 100.000   |
| Vereinigte Staaten (RIAA)    | Platin                                                                 | 1.000.000 |
| Vereinigtes Königreich (BPI) | Silber                                                                 | 60.000    |
| Insgesamt                    | 1× Silber · 2× Platin ·                                                | 1.175.000 |

### Just One Night
| Land/Region                  | Auszeichnungen für Musikverkäufe (Land/Region, Auszeichnung, Verkäufe) | Verkäufe |
| ---------------------------- | ---------------------------------------------------------------------- | -------- |
| Japan (RIAJ)                 | —                                                                      | 27.000   |
| Kanada (MC)                  | Gold                                                                   | 50.000   |
| Neuseeland (RMNZ)            | Gold                                                                   | 10.000   |
| Vereinigte Staaten (RIAA)    | Gold                                                                   | 500.000  |
| Vereinigtes Königreich (BPI) | Silber                                                                 | 60.000   |
| Insgesamt                    | 1× Silber · 3× Gold ·                                                  | 647.000  |

### Another Ticket
| Land/Region               | Auszeichnungen für Musikverkäufe (Land/Region, Auszeichnung, Verkäufe) | Verkäufe |
| ------------------------- | ---------------------------------------------------------------------- | -------- |
| Japan (RIAJ)              | —                                                                      | 27.000   |
| Kanada (MC)               | Gold                                                                   | 50.000   |
| Vereinigte Staaten (RIAA) | Gold                                                                   | 500.000  |
| Insgesamt                 | 2× Gold ·                                                              | 577.000  |

### Timepieces: The Best of Eric Clapton
| Land/Region                  | Auszeichnungen für Musikverkäufe (Land/Region, Auszeichnung, Verkäufe) | Verkäufe  |
| ---------------------------- | ---------------------------------------------------------------------- | --------- |
| Argentinien (CAPIF)          | Platin                                                                 | 60.000    |
| Japan (RIAJ)                 | Diamant                                                                | 1.000.000 |
| Neuseeland (RMNZ)            | 8× Platin                                                              | 160.000   |
| Niederlande (NVPI)           | Platin                                                                 | 100.000   |
| Österreich (IFPI)            | Platin (PG 1994) · + Platin (PG 1996)                                  | 100.000   |
| Schweiz (IFPI)               | Gold                                                                   | 25.000    |
| Vereinigte Staaten (RIAA)    | 7× Platin                                                              | 7.000.000 |
| Vereinigtes Königreich (BPI) | Gold                                                                   | 100.000   |
| Insgesamt                    | 2× Gold · 19× Platin · 1× Diamant ·                                    | 8.585.000 |

### Money and Cigarettes
| Land/Region  | Auszeichnungen für Musikverkäufe (Land/Region, Auszeichnung, Verkäufe) | Verkäufe |
| ------------ | ---------------------------------------------------------------------- | -------- |
| Japan (RIAJ) | —                                                                      | 47.000   |
| Insgesamt    | —                                                                      | 47.000   |

### Backtrackin’
| Land/Region                  | Auszeichnungen für Musikverkäufe (Land/Region, Auszeichnung, Verkäufe) | Verkäufe |
| ---------------------------- | ---------------------------------------------------------------------- | -------- |
| Neuseeland (RMNZ)            | Platin                                                                 | 20.000   |
| Vereinigtes Königreich (BPI) | Silber                                                                 | 60.000   |
| Insgesamt                    | 1× Silber · 1× Platin ·                                                | 80.000   |

### Behind the Sun
| Land/Region               | Auszeichnungen für Musikverkäufe (Land/Region, Auszeichnung, Verkäufe) | Verkäufe  |
| ------------------------- | ---------------------------------------------------------------------- | --------- |
| Australien (ARIA)         | Gold                                                                   | 35.000    |
| Japan (RIAJ)              | —                                                                      | 46.000    |
| Norwegen (IFPI)           | Silber                                                                 | 25.000    |
| Schweiz (IFPI)            | Gold                                                                   | 25.000    |
| Vereinigte Staaten (RIAA) | Platin                                                                 | 1.000.000 |
| Insgesamt                 | 1× Silber · 2× Gold · 1× Platin ·                                      | 1.131.000 |

### August
| Land/Region                  | Auszeichnungen für Musikverkäufe (Land/Region, Auszeichnung, Verkäufe) | Verkäufe  |
| ---------------------------- | ---------------------------------------------------------------------- | --------- |
| Japan (RIAJ)                 | —                                                                      | 34.000    |
| Vereinigte Staaten (RIAA)    | Platin                                                                 | 1.000.000 |
| Vereinigtes Königreich (BPI) | Platin                                                                 | 300.000   |
| Insgesamt                    | 2× Platin ·                                                            | 1.334.000 |

### The Cream of Eric Clapton
| Land/Region                  | Auszeichnungen für Musikverkäufe (Land/Region, Auszeichnung, Verkäufe) | Verkäufe  |
| ---------------------------- | ---------------------------------------------------------------------- | --------- |
| Australien (ARIA)            | Platin                                                                 | 70.000    |
| Kanada (MC)                  | Gold                                                                   | 50.000    |
| Neuseeland (RMNZ)            | 6× Platin                                                              | 120.000   |
| Schweiz (IFPI)               | Gold                                                                   | 25.000    |
| Vereinigtes Königreich (BPI) | 3× Platin                                                              | 1.000.000 |
| Insgesamt                    | 2× Gold · 10× Platin ·                                                 | 1.265.000 |

### Crossroads
| Land/Region               | Auszeichnungen für Musikverkäufe (Land/Region, Auszeichnung, Verkäufe) | Verkäufe  |
| ------------------------- | ---------------------------------------------------------------------- | --------- |
| Japan (RIAJ)              | —                                                                      | 3.000     |
| Vereinigte Staaten (RIAA) | 3× Platin                                                              | 3.000.000 |
| Insgesamt                 | 3× Platin ·                                                            | 3.000.000 |

### Homeboy – Original Score Performed by Eric Clapton
| Land/Region    | Auszeichnungen für Musikverkäufe (Land/Region, Auszeichnung, Verkäufe) | Verkäufe |
| -------------- | ---------------------------------------------------------------------- | -------- |
| Italien (FIMI) | Platin                                                                 | 100.000  |
| Insgesamt      | 1× Platin ·                                                            | 100.000  |

### Journeyman
| Land/Region                  | Auszeichnungen für Musikverkäufe (Land/Region, Auszeichnung, Verkäufe) | Verkäufe  |
| ---------------------------- | ---------------------------------------------------------------------- | --------- |
| Argentinien (CAPIF)          | Gold                                                                   | 30.000    |
| Finnland (IFPI)              | Gold                                                                   | 25.000    |
| Frankreich (SNEP)            | Gold                                                                   | 100.000   |
| Indien (IMI)                 | Platin                                                                 | 50.000    |
| Japan (RIAJ)                 | Gold                                                                   | 100.000   |
| Kanada (MC)                  | 2× Platin                                                              | 200.000   |
| Niederlande (NVPI)           | Gold                                                                   | 50.000    |
| Österreich (IFPI)            | Gold                                                                   | 25.000    |
| Schweden (IFPI)              | Gold                                                                   | 50.000    |
| Schweiz (IFPI)               | Gold                                                                   | 25.000    |
| Spanien (Promusicae)         | Gold                                                                   | 50.000    |
| Vereinigte Staaten (RIAA)    | 2× Platin                                                              | 2.000.000 |
| Vereinigtes Königreich (BPI) | Platin                                                                 | 300.000   |
| Insgesamt                    | 9× Gold · 6× Platin ·                                                  | 3.005.000 |

### Story
| Land/Region                  | Auszeichnungen für Musikverkäufe (Land/Region, Auszeichnung, Verkäufe) | Verkäufe |
| ---------------------------- | ---------------------------------------------------------------------- | -------- |
| Finnland (IFPI)              | Gold                                                                   | 25.000   |
| Frankreich (SNEP)            | Gold                                                                   | 100.000  |
| Japan (RIAJ)                 | —                                                                      | 48.000   |
| Niederlande (NVPI)           | Platin                                                                 | 100.000  |
| Schweiz (IFPI)               | Gold                                                                   | 25.000   |
| Vereinigtes Königreich (BPI) | Gold                                                                   | 100.000  |
| Insgesamt                    | 4× Gold · 1× Platin ·                                                  | 398.000  |

### 24 Nights
| Land/Region                  | Auszeichnungen für Musikverkäufe (Land/Region, Auszeichnung, Verkäufe) | Verkäufe |
| ---------------------------- | ---------------------------------------------------------------------- | -------- |
| Brasilien (PMB)              | Gold                                                                   | 100.000  |
| Japan (RIAJ)                 | —                                                                      | 35.000   |
| Mexiko (AMPROFON)            | Gold                                                                   | 100.000  |
| Vereinigte Staaten (RIAA)    | Gold                                                                   | 500.000  |
| Vereinigtes Königreich (BPI) | Gold                                                                   | 100.000  |
| Insgesamt                    | 4× Gold ·                                                              | 835.000  |

### Music from the Motion Picture Soundtrack RUSH
| Land/Region               | Auszeichnungen für Musikverkäufe (Land/Region, Auszeichnung, Verkäufe) | Verkäufe |
| ------------------------- | ---------------------------------------------------------------------- | -------- |
| Japan (RIAJ)              | —                                                                      | 61.000   |
| Kanada (MC)               | Gold                                                                   | 50.000   |
| Vereinigte Staaten (RIAA) | Gold                                                                   | 500.000  |
| Insgesamt                 | 2× Gold ·                                                              | 611.000  |

### Unplugged/Disconectado
| Land/Region                  | Auszeichnungen für Musikverkäufe (Land/Region, Auszeichnung, Verkäufe) | Verkäufe    |
| ---------------------------- | ---------------------------------------------------------------------- | ----------- |
| Argentinien (CAPIF)          | 2× Platin (engl.) · + 2× Platin (span.)                                | 240.000     |
| Australien (ARIA)            | 8× Platin                                                              | 560.000     |
| Belgien (BRMA)               | 2× Platin                                                              | 100.000     |
| Brasilien (PMB)              | Platin                                                                 | 700.000     |
| Chile (IFPI)                 | Gold                                                                   | 15.000      |
| Dänemark (IFPI)              | 3× Platin                                                              | 60.000      |
| Deutschland (BVMI)           | 5× Gold                                                                | 1.250.000   |
| Europa (IFPI)                | 3× Platin                                                              | (3.000.000) |
| Finnland (IFPI)              | Gold                                                                   | 45.034      |
| Frankreich (SNEP)            | 2× Platin                                                              | 600.000     |
| Italien (FIMI)               | 2× Platin (1992) · + Gold (2021)                                       | 225.000     |
| Irland (IRMA)                | Platin                                                                 | 30.000      |
| Japan (RIAJ)                 | 4× Platin                                                              | 800.000     |
| Kanada (MC)                  | Diamant                                                                | 1.000.000   |
| Mexiko (AMPROFON)            | Platin                                                                 | 250.000     |
| Neuseeland (RMNZ)            | 12× Platin                                                             | 180.000     |
| Niederlande (NVPI)           | 4× Platin                                                              | 400.000     |
| Österreich (IFPI)            | 2× Platin                                                              | 100.000     |
| Polen (ZPAV)                 | Gold                                                                   | 50.000      |
| Schweden (IFPI)              | Platin                                                                 | 100.000     |
| Schweiz (IFPI)               | 2× Platin                                                              | 100.000     |
| Spanien (Promusicae)         | 4× Platin                                                              | 400.000     |
| Südkorea (KMCA)              | —                                                                      | 200.000     |
| Thailand (TECA)              | Platin                                                                 | 50.000      |
| Vereinigte Staaten (RIAA)    | Diamant                                                                | 10.000.000  |
| Vereinigtes Königreich (BPI) | 4× Platin                                                              | 1.200.000   |
| Insgesamt                    | 5× Gold · 63× Platin · 2× Diamant ·                                    | 18.655.034  |

### Stages
| Land/Region                  | Auszeichnungen für Musikverkäufe (Land/Region, Auszeichnung, Verkäufe) | Verkäufe |
| ---------------------------- | ---------------------------------------------------------------------- | -------- |
| Vereinigtes Königreich (BPI) | Silber                                                                 | 60.000   |
| Insgesamt                    | 1× Silber ·                                                            | 60.000   |

### The Best of Eric Clapton
| Land/Region                  | Auszeichnungen für Musikverkäufe (Land/Region, Auszeichnung, Verkäufe) | Verkäufe |
| ---------------------------- | ---------------------------------------------------------------------- | -------- |
| Vereinigtes Königreich (BPI) | Gold                                                                   | 100.000  |
| Insgesamt                    | 1× Gold ·                                                              | 100.000  |

### From the Cradle
| Land/Region                  | Auszeichnungen für Musikverkäufe (Land/Region, Auszeichnung, Verkäufe) | Verkäufe  |
| ---------------------------- | ---------------------------------------------------------------------- | --------- |
| Argentinien (CAPIF)          | Gold                                                                   | 30.000    |
| Australien (ARIA)            | 3× Platin                                                              | 210.000   |
| Brasilien (PMB)              | Platin                                                                 | 250.000   |
| Deutschland (BVMI)           | Gold                                                                   | (250.000) |
| Europa (IFPI)                | Platin                                                                 | 1.000.000 |
| Frankreich (SNEP)            | 2× Gold                                                                | (200.000) |
| Japan (RIAJ)                 | Platin                                                                 | 200.000   |
| Kanada (MC)                  | 2× Platin                                                              | 200.000   |
| Neuseeland (RMNZ)            | Platin                                                                 | 15.000    |
| Österreich (IFPI)            | Gold                                                                   | (25.000)  |
| Schweden (IFPI)              | Platin                                                                 | (100.000) |
| Schweiz (IFPI)               | Gold                                                                   | (25.000)  |
| Spanien (Promusicae)         | Platin                                                                 | (100.000) |
| Vereinigte Staaten (RIAA)    | 3× Platin                                                              | 3.000.000 |
| Vereinigtes Königreich (BPI) | Gold                                                                   | (100.000) |
| Insgesamt                    | 7× Gold · 14× Platin ·                                                 | 4.905.000 |

### It Hurts Me Too
| Land/Region  | Auszeichnungen für Musikverkäufe (Land/Region, Auszeichnung, Verkäufe) | Verkäufe |
| ------------ | ---------------------------------------------------------------------- | -------- |
| Japan (RIAJ) | —                                                                      | 4.000    |
| Insgesamt    | —                                                                      | 4.000    |

### The Cream of Clapton
| Land/Region                  | Auszeichnungen für Musikverkäufe (Land/Region, Auszeichnung, Verkäufe) | Verkäufe  |
| ---------------------------- | ---------------------------------------------------------------------- | --------- |
| Belgien (BRMA)               | Gold                                                                   | (25.000)  |
| Europa (IFPI)                | 2× Platin                                                              | 2.000.000 |
| Frankreich (SNEP)            | Gold                                                                   | (100.000) |
| Neuseeland (RMNZ)            | 3× Platin                                                              | 45.000    |
| Vereinigte Staaten (RIAA)    | 2× Platin                                                              | 2.000.000 |
| Vereinigtes Königreich (BPI) | Platin                                                                 | (300.000) |
| Insgesamt                    | 2× Gold · 8× Platin ·                                                  | 4.045.000 |

### Strictly the Blues/The Blues Years
| Land/Region                  | Auszeichnungen für Musikverkäufe (Land/Region, Auszeichnung, Verkäufe) | Verkäufe |
| ---------------------------- | ---------------------------------------------------------------------- | -------- |
| Vereinigtes Königreich (BPI) | Silber (Original) · + Silber (Wiederveröffentlichung)                  | 120.000  |
| Insgesamt                    | 2× Silber ·                                                            | 120.000  |

### Pilgrim
| Land/Region                  | Auszeichnungen für Musikverkäufe (Land/Region, Auszeichnung, Verkäufe) | Verkäufe  |
| ---------------------------- | ---------------------------------------------------------------------- | --------- |
| Australien (ARIA)            | Gold                                                                   | 35.000    |
| Belgien (BRMA)               | Gold                                                                   | (25.000)  |
| Deutschland (BVMI)           | Gold                                                                   | (250.000) |
| Europa (IFPI)                | 2× Platin                                                              | 2.000.000 |
| Finnland (IFPI)              | Gold                                                                   | (21.583)  |
| Frankreich (SNEP)            | Gold                                                                   | (100.000) |
| Hongkong (IFPI/HKRIA)        | Platin                                                                 | 20.000    |
| Japan (RIAJ)                 | 2× Platin                                                              | 400.000   |
| Kanada (MC)                  | 2× Platin                                                              | 200.000   |
| Neuseeland (RMNZ)            | Gold                                                                   | 7.500     |
| Norwegen (IFPI)              | Platin                                                                 | (50.000)  |
| Österreich (IFPI)            | Gold                                                                   | (25.000)  |
| Polen (ZPAV)                 | Gold                                                                   | (50.000)  |
| Schweden (IFPI)              | Gold                                                                   | (40.000)  |
| Schweiz (IFPI)               | Gold                                                                   | (25.000)  |
| Spanien (Promusicae)         | Gold                                                                   | (50.000)  |
| Vereinigte Staaten (RIAA)    | Platin                                                                 | 1.000.000 |
| Vereinigtes Königreich (BPI) | Gold                                                                   | (100.000) |
| Insgesamt                    | 12× Gold · 9× Platin ·                                                 | 3.562.500 |

### Blues Breakers with Eric Clapton
| Land/Region                  | Auszeichnungen für Musikverkäufe (Land/Region, Auszeichnung, Verkäufe) | Verkäufe |
| ---------------------------- | ---------------------------------------------------------------------- | -------- |
| Vereinigtes Königreich (BPI) | Gold                                                                   | 100.000  |
| Insgesamt                    | 1× Gold ·                                                              | 100.000  |

### Blues
| Land/Region                  | Auszeichnungen für Musikverkäufe (Land/Region, Auszeichnung, Verkäufe) | Verkäufe |
| ---------------------------- | ---------------------------------------------------------------------- | -------- |
| Japan (RIAJ)                 | —                                                                      | 4.000    |
| Neuseeland (RMNZ)            | Gold                                                                   | 7.500    |
| Vereinigte Staaten (RIAA)    | Gold                                                                   | 500.000  |
| Vereinigtes Königreich (BPI) | Silber                                                                 | 60.000   |
| Insgesamt                    | 1× Silber · 2× Gold ·                                                  | 571.500  |

### Clapton Chronicles: The Best of Eric Clapton
| Land/Region                  | Auszeichnungen für Musikverkäufe (Land/Region, Auszeichnung, Verkäufe) | Verkäufe  |
| ---------------------------- | ---------------------------------------------------------------------- | --------- |
| Argentinien (CAPIF)          | Platin                                                                 | 60.000    |
| Australien (ARIA)            | 2× Platin                                                              | 140.000   |
| Brasilien (PMB)              | Gold                                                                   | 50.000    |
| Deutschland (BVMI)           | Platin                                                                 | 300.000   |
| Finnland (IFPI)              | Gold                                                                   | 38.062    |
| Hongkong (IFPI/HKRIA)        | Platin                                                                 | 20.000    |
| Italien (FIMI)               | Gold                                                                   | 50.000    |
| Japan (RIAJ)                 | 2× Diamant                                                             | 2.000.000 |
| Kanada (MC)                  | Platin                                                                 | 100.000   |
| Malaysia (RIM)               | Gold                                                                   | 25.000    |
| Mexiko (AMPROFON)            | 2× Platin                                                              | 500.000   |
| Neuseeland (RMNZ)            | Platin                                                                 | 15.000    |
| Norwegen (IFPI)              | Gold                                                                   | 25.000    |
| Österreich (IFPI)            | Platin                                                                 | 50.000    |
| Singapur (RIAS)              | Platin                                                                 | 15.000    |
| Schweden (IFPI)              | Platin                                                                 | 80.000    |
| Schweiz (IFPI)               | Gold                                                                   | 25.000    |
| Spanien (Promusicae)         | 2× Platin                                                              | 200.000   |
| Taiwan (RIT)                 | Gold                                                                   | 25.000    |
| Vereinigte Staaten (RIAA)    | Platin                                                                 | 1.000.000 |
| Vereinigtes Königreich (BPI) | 2× Platin                                                              | 600.000   |
| Insgesamt                    | 7× Gold · 17× Platin · 2× Diamant ·                                    | 5.318.062 |

### Riding with the King
| Land/Region                  | Auszeichnungen für Musikverkäufe (Land/Region, Auszeichnung, Verkäufe) | Verkäufe  |
| ---------------------------- | ---------------------------------------------------------------------- | --------- |
| Argentinien (CAPIF)          | Gold                                                                   | 30.000    |
| Australien (ARIA)            | Platin                                                                 | 70.000    |
| Brasilien (PMB)              | Gold                                                                   | 100.000   |
| Dänemark (IFPI)              | Platin                                                                 | (50.000)  |
| Deutschland (BVMI)           | Gold                                                                   | (150.000) |
| Europa (IFPI)                | 2× Platin                                                              | 2.000.000 |
| Frankreich (SNEP)            | Gold                                                                   | (100.000) |
| Hongkong (IFPI/HKRIA)        | Gold                                                                   | 10.000    |
| Italien (FIMI)               | Platin                                                                 | (100.000) |
| Japan (RIAJ)                 | Platin                                                                 | 300.000   |
| Kanada (MC)                  | Platin                                                                 | 100.000   |
| Neuseeland (RMNZ)            | Platin                                                                 | 15.000    |
| Niederlande (NVPI)           | Gold                                                                   | (50.000)  |
| Österreich (IFPI)            | Gold                                                                   | (25.000)  |
| Schweiz (IFPI)               | Gold                                                                   | (25.000)  |
| Spanien (Promusicae)         | Gold                                                                   | (50.000)  |
| Vereinigte Staaten (RIAA)    | 2× Platin                                                              | 2.000.000 |
| Vereinigtes Königreich (BPI) | Gold                                                                   | (100.000) |
| Insgesamt                    | 10× Gold · 10× Platin ·                                                | 4.625.000 |

### Reptile
| Land/Region                  | Auszeichnungen für Musikverkäufe (Land/Region, Auszeichnung, Verkäufe) | Verkäufe  |
| ---------------------------- | ---------------------------------------------------------------------- | --------- |
| Argentinien (CAPIF)          | Gold                                                                   | 20.000    |
| Brasilien (PMB)              | Gold                                                                   | 50.000    |
| Deutschland (BVMI)           | Gold                                                                   | 150.000   |
| Finnland (IFPI)              | —                                                                      | 12.497    |
| Japan (RIAJ)                 | Platin                                                                 | 200.000   |
| Kanada (MC)                  | Gold                                                                   | 50.000    |
| Norwegen (IFPI)              | Gold                                                                   | 25.000    |
| Österreich (IFPI)            | Gold                                                                   | 20.000    |
| Schweiz (IFPI)               | Gold                                                                   | 25.000    |
| Spanien (Promusicae)         | Gold                                                                   | 50.000    |
| Vereinigte Staaten (RIAA)    | Gold                                                                   | 500.000   |
| Vereinigtes Königreich (BPI) | Gold                                                                   | 100.000   |
| Insgesamt                    | 10× Gold · 1× Platin ·                                                 | 1.202.497 |

### One More Car, One More Rider
| Land/Region     | Auszeichnungen für Musikverkäufe (Land/Region, Auszeichnung, Verkäufe) | Verkäufe |
| --------------- | ---------------------------------------------------------------------- | -------- |
| Brasilien (PMB) | Gold                                                                   | 50.000   |
| Japan (RIAJ)    | —                                                                      | 54.000   |
| Insgesamt       | 1× Gold ·                                                              | 104.000  |

### Ballads
| Land/Region  | Auszeichnungen für Musikverkäufe (Land/Region, Auszeichnung, Verkäufe) | Verkäufe |
| ------------ | ---------------------------------------------------------------------- | -------- |
| Japan (RIAJ) | Gold                                                                   | 129.000  |
| Insgesamt    | 1× Gold ·                                                              | 129.000  |

### Me and Mr. Johnson
| Land/Region                  | Auszeichnungen für Musikverkäufe (Land/Region, Auszeichnung, Verkäufe) | Verkäufe |
| ---------------------------- | ---------------------------------------------------------------------- | -------- |
| Japan (RIAJ)                 | Gold                                                                   | 100.000  |
| Kanada (MC)                  | Gold                                                                   | 50.000   |
| Ungarn (MAHASZ)              | Platin                                                                 | 10.000   |
| Vereinigte Staaten (RIAA)    | Gold                                                                   | 563.000  |
| Vereinigtes Königreich (BPI) | Gold                                                                   | 100.000  |
| Insgesamt                    | 4× Gold · 1× Platin ·                                                  | 833.000  |

### 20th Century Masters – The Millennium Collection: The Best of Eric Clapton
| Land/Region               | Auszeichnungen für Musikverkäufe (Land/Region, Auszeichnung, Verkäufe) | Verkäufe  |
| ------------------------- | ---------------------------------------------------------------------- | --------- |
| Vereinigte Staaten (RIAA) | —                                                                      | 1.304.000 |
| Insgesamt                 | —                                                                      | 1.304.000 |

### Sessions for Robert J
| Land/Region  | Auszeichnungen für Musikverkäufe (Land/Region, Auszeichnung, Verkäufe) | Verkäufe |
| ------------ | ---------------------------------------------------------------------- | -------- |
| Japan (RIAJ) | —                                                                      | 33.000   |
| Insgesamt    | —                                                                      | 33.000   |

### Back Home
| Land/Region               | Auszeichnungen für Musikverkäufe (Land/Region, Auszeichnung, Verkäufe) | Verkäufe |
| ------------------------- | ---------------------------------------------------------------------- | -------- |
| Japan (RIAJ)              | Gold                                                                   | 119.000  |
| Vereinigte Staaten (RIAA) | Gold                                                                   | 500.000  |
| Insgesamt                 | 2× Gold ·                                                              | 619.000  |

### The Road to Escondido
| Land/Region                  | Auszeichnungen für Musikverkäufe (Land/Region, Auszeichnung, Verkäufe) | Verkäufe |
| ---------------------------- | ---------------------------------------------------------------------- | -------- |
| Deutschland (BVMI)           | Platin                                                                 | 200.000  |
| Japan (RIAJ)                 | —                                                                      | 47.000   |
| Neuseeland (RMNZ)            | Platin                                                                 | 15.000   |
| Niederlande (NVPI)           | Gold                                                                   | 35.000   |
| Österreich (IFPI)            | Gold                                                                   | 15.000   |
| Schweiz (IFPI)               | Gold                                                                   | 15.000   |
| Vereinigte Staaten (RIAA)    | Gold                                                                   | 500.000  |
| Vereinigtes Königreich (BPI) | Silber                                                                 | 60.000   |
| Insgesamt                    | 1× Silber · 4× Gold · 2× Platin ·                                      | 887.000  |

### Live 1986
| Land/Region                  | Auszeichnungen für Musikverkäufe (Land/Region, Auszeichnung, Verkäufe) | Verkäufe |
| ---------------------------- | ---------------------------------------------------------------------- | -------- |
| Vereinigtes Königreich (BPI) | Gold                                                                   | 100.000  |
| Insgesamt                    | 1× Gold ·                                                              | 100.000  |

### Complete Clapton
| Land/Region                  | Auszeichnungen für Musikverkäufe (Land/Region, Auszeichnung, Verkäufe) | Verkäufe  |
| ---------------------------- | ---------------------------------------------------------------------- | --------- |
| Irland (IRMA)                | Platin                                                                 | 15.000    |
| Japan (RIAJ)                 | Gold                                                                   | 100.000   |
| Neuseeland (RMNZ)            | Platin                                                                 | 15.000    |
| Vereinigte Staaten (RIAA)    | Gold                                                                   | 500.000   |
| Vereinigtes Königreich (BPI) | 2× Platin                                                              | 600.000   |
| Insgesamt                    | 2× Gold · 4× Platin ·                                                  | 1.230.000 |

### Live from Madison Square Garden
| Land/Region        | Auszeichnungen für Musikverkäufe (Land/Region, Auszeichnung, Verkäufe) | Verkäufe |
| ------------------ | ---------------------------------------------------------------------- | -------- |
| Deutschland (BVMI) | Gold                                                                   | 100.000  |
| Insgesamt          | 1× Gold ·                                                              | 100.000  |

### Clapton
| Land/Region               | Auszeichnungen für Musikverkäufe (Land/Region, Auszeichnung, Verkäufe) | Verkäufe |
| ------------------------- | ---------------------------------------------------------------------- | -------- |
| Brasilien (PMB)           | Gold                                                                   | 20.000   |
| Dänemark (IFPI)           | Gold                                                                   | 20.000   |
| Deutschland (BVMI)        | Gold                                                                   | 100.000  |
| Finnland (IFPI)           | —                                                                      | 8.286    |
| Frankreich (SNEP)         | Gold                                                                   | 50.000   |
| Kanada (MC)               | —                                                                      | 5.100    |
| Polen (ZPAV)              | Gold                                                                   | 10.000   |
| Vereinigte Staaten (RIAA) | —                                                                      | 215.000  |
| Insgesamt                 | 5× Gold ·                                                              | 428.386  |

### Play the Blues: Live from Jazz at Lincoln Center
| Land/Region               | Auszeichnungen für Musikverkäufe (Land/Region, Auszeichnung, Verkäufe) | Verkäufe |
| ------------------------- | ---------------------------------------------------------------------- | -------- |
| Brasilien (PMB)           | Gold                                                                   | 20.000   |
| Deutschland (BVMI)        | 3× Gold                                                                | 30.000   |
| Polen (ZPAV)              | 2× Platin                                                              | 40.000   |
| Vereinigte Staaten (RIAA) | —                                                                      | 18.000   |
| Insgesamt                 | 2× Gold · 3× Platin ·                                                  | 108.000  |

### Old Sock
| Land/Region               | Auszeichnungen für Musikverkäufe (Land/Region, Auszeichnung, Verkäufe) | Verkäufe |
| ------------------------- | ---------------------------------------------------------------------- | -------- |
| Vereinigte Staaten (RIAA) | —                                                                      | 151.000  |
| Insgesamt                 | —                                                                      | 151.000  |

### The Breeze – An Appreciation of JJ Cale
| Land/Region                  | Auszeichnungen für Musikverkäufe (Land/Region, Auszeichnung, Verkäufe) | Verkäufe |
| ---------------------------- | ---------------------------------------------------------------------- | -------- |
| Deutschland (BVMI)           | Gold                                                                   | 100.000  |
| Niederlande (NVPI)           | Gold                                                                   | 20.000   |
| Polen (ZPAV)                 | Platin                                                                 | 20.000   |
| Vereinigte Staaten (RIAA)    | —                                                                      | 90.000   |
| Vereinigtes Königreich (BPI) | Silber                                                                 | 60.000   |
| Insgesamt                    | 1× Silber · 2× Gold · 1× Platin ·                                      | 290.000  |

### I Still Do
| Land/Region               | Auszeichnungen für Musikverkäufe (Land/Region, Auszeichnung, Verkäufe) | Verkäufe |
| ------------------------- | ---------------------------------------------------------------------- | -------- |
| Japan (RIAJ)              | —                                                                      | 11.505   |
| Vereinigte Staaten (RIAA) | —                                                                      | 44.000   |
| Insgesamt                 | —                                                                      | 55.505   |

### Crossroads Revisited
| Land/Region               | Auszeichnungen für Musikverkäufe (Land/Region, Auszeichnung, Verkäufe) | Verkäufe |
| ------------------------- | ---------------------------------------------------------------------- | -------- |
| Vereinigte Staaten (RIAA) | —                                                                      | 6.000    |
| Insgesamt                 | —                                                                      | 6.000    |

### Live in San Diego
| Land/Region               | Auszeichnungen für Musikverkäufe (Land/Region, Auszeichnung, Verkäufe) | Verkäufe |
| ------------------------- | ---------------------------------------------------------------------- | -------- |
| Vereinigte Staaten (RIAA) | —                                                                      | 11.000   |
| Insgesamt                 | —                                                                      | 11.000   |

### Happy Xmas
| Land/Region               | Auszeichnungen für Musikverkäufe (Land/Region, Auszeichnung, Verkäufe) | Verkäufe |
| ------------------------- | ---------------------------------------------------------------------- | -------- |
| Vereinigte Staaten (RIAA) | —                                                                      | 6.000    |
| Insgesamt                 | —                                                                      | 6.000    |

## Auszeichnungen nach Singles

### After Midnight
| Land/Region     | Auszeichnungen für Musikverkäufe (Land/Region, Auszeichnung, Verkäufe) | Verkäufe |
| --------------- | ---------------------------------------------------------------------- | -------- |
| Rumänien (UFPR) | Gold                                                                   | 10.000   |
| Insgesamt       | 1× Gold ·                                                              | 10.000   |

### I Shot the Sheriff
| Land/Region               | Auszeichnungen für Musikverkäufe (Land/Region, Auszeichnung, Verkäufe) | Verkäufe  |
| ------------------------- | ---------------------------------------------------------------------- | --------- |
| Neuseeland (RMNZ)         | Gold                                                                   | 15.000    |
| Vereinigte Staaten (RIAA) | Gold                                                                   | 1.000.000 |
| Insgesamt                 | 2× Gold ·                                                              | 1.015.000 |

### Lay Down Sally
| Land/Region               | Auszeichnungen für Musikverkäufe (Land/Region, Auszeichnung, Verkäufe) | Verkäufe  |
| ------------------------- | ---------------------------------------------------------------------- | --------- |
| Neuseeland (RMNZ)         | Gold                                                                   | 15.000    |
| Vereinigte Staaten (RIAA) | Gold                                                                   | 1.000.000 |
| Insgesamt                 | 2× Gold ·                                                              | 1.015.000 |

### Wonderful Tonight
| Land/Region                  | Auszeichnungen für Musikverkäufe (Land/Region, Auszeichnung, Verkäufe) | Verkäufe  |
| ---------------------------- | ---------------------------------------------------------------------- | --------- |
| Dänemark (IFPI)              | Platin                                                                 | 90.000    |
| Italien (FIMI)               | Gold                                                                   | 35.000    |
| Japan (RIAJ)                 | Gold                                                                   | 50.000    |
| Neuseeland (RMNZ)            | 3× Platin                                                              | 90.000    |
| Spanien (Promusicae)         | Gold                                                                   | 30.000    |
| Vereinigte Staaten (RIAA)    | Gold                                                                   | 500.000   |
| Vereinigtes Königreich (BPI) | Platin                                                                 | 600.000   |
| Insgesamt                    | 4× Gold · 5× Platin ·                                                  | 1.395.000 |

### Cocaine
| Land/Region                  | Auszeichnungen für Musikverkäufe (Land/Region, Auszeichnung, Verkäufe) | Verkäufe |
| ---------------------------- | ---------------------------------------------------------------------- | -------- |
| Dänemark (IFPI)              | Gold                                                                   | 45.000   |
| Italien (FIMI)               | Gold                                                                   | 25.000   |
| Kanada (MC)                  | Gold                                                                   | 75.000   |
| Neuseeland (RMNZ)            | 2× Platin                                                              | 60.000   |
| Spanien (Promusicae)         | Gold                                                                   | 30.000   |
| Vereinigtes Königreich (BPI) | Gold                                                                   | 400.000  |
| Insgesamt                    | 5× Gold · 2× Platin ·                                                  | 635.000  |

### Tears in Heaven
| Land/Region                  | Auszeichnungen für Musikverkäufe (Land/Region, Auszeichnung, Verkäufe) | Verkäufe   |
| ---------------------------- | ---------------------------------------------------------------------- | ---------- |
| Dänemark (IFPI)              | Platin                                                                 | 90.000     |
| Italien (FIMI)               | Gold                                                                   | 35.000     |
| Japan (RIAJ)                 | Platin (Physisch) · + Gold (Digital)                                   | 200.000    |
| Neuseeland (RMNZ)            | 2× Platin                                                              | 60.000     |
| Spanien (Promusicae)         | Gold                                                                   | 30.000     |
| Vereinigte Staaten (RIAA)    | Platin (Physisch) · + Gold (Digital)                                   | 10.000.000 |
| Vereinigtes Königreich (BPI) | Gold                                                                   | 400.000    |
| Insgesamt                    | 5× Gold · 5× Platin ·                                                  | 10.815.000 |

### Layla
| Land/Region                  | Auszeichnungen für Musikverkäufe (Land/Region, Auszeichnung, Verkäufe) | Verkäufe |
| ---------------------------- | ---------------------------------------------------------------------- | -------- |
| Australien (ARIA)            | Gold                                                                   | 35.000   |
| Dänemark (IFPI)              | Gold                                                                   | 45.000   |
| Neuseeland (RMNZ)            | Platin                                                                 | 30.000   |
| Vereinigte Staaten (RIAA)    | —                                                                      | 229.867  |
| Vereinigtes Königreich (BPI) | Silber                                                                 | 200.000  |
| Insgesamt                    | 1× Silber · 2× Gold · 1× Platin ·                                      | 539.867  |

### Love Can Build a Bridge
| Land/Region                  | Auszeichnungen für Musikverkäufe (Land/Region, Auszeichnung, Verkäufe) | Verkäufe |
| ---------------------------- | ---------------------------------------------------------------------- | -------- |
| Vereinigtes Königreich (BPI) | Silber                                                                 | 200.000  |
| Insgesamt                    | 1× Silber ·                                                            | 200.000  |

### Change the World
| Land/Region               | Auszeichnungen für Musikverkäufe (Land/Region, Auszeichnung, Verkäufe) | Verkäufe  |
| ------------------------- | ---------------------------------------------------------------------- | --------- |
| Australien (ARIA)         | Gold                                                                   | 35.000    |
| Frankreich (SNEP)         | Silber                                                                 | 125.000   |
| Japan (RIAJ)              | 2× Platin (Physisch) · + Platin (Digital)                              | 450.000   |
| Neuseeland (RMNZ)         | Gold                                                                   | 5.000     |
| Vereinigte Staaten (RIAA) | Gold                                                                   | 1.000.000 |
| Insgesamt                 | 1× Silber · 3× Gold · 3× Platin ·                                      | 1.615.000 |

## Auszeichnungen nach Videoalben

### Live 1986
| Land/Region                  | Auszeichnungen für Musikverkäufe (Land/Region, Auszeichnung, Verkäufe) | Verkäufe |
| ---------------------------- | ---------------------------------------------------------------------- | -------- |
| Australien (ARIA)            | Platin                                                                 | 15.000   |
| Brasilien (PMB)              | Gold                                                                   | 25.000   |
| Kanada (MC)                  | Gold                                                                   | 5.000    |
| Vereinigtes Königreich (BPI) | Gold                                                                   | 25.000   |
| Insgesamt                    | 3× Gold · 1× Platin ·                                                  | 70.000   |

### The Cream of Eric Clapton
| Land/Region               | Auszeichnungen für Musikverkäufe (Land/Region, Auszeichnung, Verkäufe) | Verkäufe |
| ------------------------- | ---------------------------------------------------------------------- | -------- |
| Vereinigte Staaten (RIAA) | Platin                                                                 | 100.000  |
| Insgesamt                 | 1× Platin ·                                                            | 100.000  |

### Unplugged
| Land/Region                  | Auszeichnungen für Musikverkäufe (Land/Region, Auszeichnung, Verkäufe) | Verkäufe |
| ---------------------------- | ---------------------------------------------------------------------- | -------- |
| Brasilien (PMB)              | Gold                                                                   | 25.000   |
| Frankreich (SNEP)            | Platin                                                                 | 20.000   |
| Neuseeland (RMNZ)            | Platin                                                                 | 5.000    |
| Vereinigte Staaten (RIAA)    | Platin                                                                 | 200.000  |
| Vereinigtes Königreich (BPI) | Gold                                                                   | 25.000   |
| Insgesamt                    | 2× Gold · 3× Platin ·                                                  | 275.000  |

### Live in Hyde Park
| Land/Region                  | Auszeichnungen für Musikverkäufe (Land/Region, Auszeichnung, Verkäufe) | Verkäufe |
| ---------------------------- | ---------------------------------------------------------------------- | -------- |
| Australien (ARIA)            | Platin                                                                 | 15.000   |
| Dänemark (IFPI)              | Gold                                                                   | 25.000   |
| Vereinigtes Königreich (BPI) | Gold                                                                   | 25.000   |
| Insgesamt                    | 2× Gold · 1× Platin ·                                                  | 65.000   |

### 24 Nights
| Land/Region               | Auszeichnungen für Musikverkäufe (Land/Region, Auszeichnung, Verkäufe) | Verkäufe |
| ------------------------- | ---------------------------------------------------------------------- | -------- |
| Australien (ARIA)         | Platin                                                                 | 15.000   |
| Vereinigte Staaten (RIAA) | Gold                                                                   | 50.000   |
| Insgesamt                 | 1× Gold · 1× Platin ·                                                  | 65.000   |

### Clapton Chronicles: The Best of Eric Clapton
| Land/Region       | Auszeichnungen für Musikverkäufe (Land/Region, Auszeichnung, Verkäufe) | Verkäufe |
| ----------------- | ---------------------------------------------------------------------- | -------- |
| Australien (ARIA) | Platin                                                                 | 15.000   |
| Insgesamt         | 1× Platin ·                                                            | 15.000   |

### In Concert: A Benefit for the Crossroads Centre at Antigua
| Land/Region                  | Auszeichnungen für Musikverkäufe (Land/Region, Auszeichnung, Verkäufe) | Verkäufe |
| ---------------------------- | ---------------------------------------------------------------------- | -------- |
| Australien (ARIA)            | Platin                                                                 | 15.000   |
| Brasilien (PMB)              | Gold                                                                   | 50.000   |
| Vereinigte Staaten (RIAA)    | Platin                                                                 | 100.000  |
| Vereinigtes Königreich (BPI) | Gold                                                                   | 25.000   |
| Insgesamt                    | 2× Gold · 2× Platin ·                                                  | 190.000  |

### One More Car, One More Rider
| Land/Region               | Auszeichnungen für Musikverkäufe (Land/Region, Auszeichnung, Verkäufe) | Verkäufe |
| ------------------------- | ---------------------------------------------------------------------- | -------- |
| Brasilien (PMB)           | Gold                                                                   | 25.000   |
| Vereinigte Staaten (RIAA) | Platin                                                                 | 100.000  |
| Insgesamt                 | 1× Gold · 1× Platin ·                                                  | 125.000  |

### Crossroads Guitar Festival 2004
| Land/Region                  | Auszeichnungen für Musikverkäufe (Land/Region, Auszeichnung, Verkäufe) | Verkäufe  |
| ---------------------------- | ---------------------------------------------------------------------- | --------- |
| Australien (ARIA)            | 3× Platin                                                              | 45.000    |
| Frankreich (SNEP)            | Platin                                                                 | 20.000    |
| Kanada (MC)                  | 3× Platin                                                              | 30.000    |
| Vereinigte Staaten (RIAA)    | 10× Platin                                                             | 1.000.000 |
| Vereinigtes Königreich (BPI) | Gold                                                                   | 25.000    |
| Insgesamt                    | 1× Gold · 17× Platin ·                                                 | 1.120.000 |

### Live at Montreux 1986
| Land/Region               | Auszeichnungen für Musikverkäufe (Land/Region, Auszeichnung, Verkäufe) | Verkäufe |
| ------------------------- | ---------------------------------------------------------------------- | -------- |
| Neuseeland (RMNZ)         | Gold                                                                   | 2.500    |
| Vereinigte Staaten (RIAA) | Gold                                                                   | 50.000   |
| Insgesamt                 | 2× Gold ·                                                              | 52.500   |

### Crossroads Guitar Festival 2007
| Land/Region               | Auszeichnungen für Musikverkäufe (Land/Region, Auszeichnung, Verkäufe) | Verkäufe |
| ------------------------- | ---------------------------------------------------------------------- | -------- |
| Australien (ARIA)         | Platin                                                                 | 15.000   |
| Deutschland (BVMI)        | Gold                                                                   | 25.000   |
| Frankreich (SNEP)         | Gold                                                                   | 10.000   |
| Neuseeland (RMNZ)         | Platin                                                                 | 5.000    |
| Vereinigte Staaten (RIAA) | 6× Platin                                                              | 600.000  |
| Insgesamt                 | 2× Gold · 8× Platin ·                                                  | 655.000  |

### Live from Madison Square Garden
| Land/Region               | Auszeichnungen für Musikverkäufe (Land/Region, Auszeichnung, Verkäufe) | Verkäufe |
| ------------------------- | ---------------------------------------------------------------------- | -------- |
| Deutschland (BVMI)        | Gold                                                                   | 25.000   |
| Vereinigte Staaten (RIAA) | 2× Platin                                                              | 200.000  |
| Insgesamt                 | 1× Gold · 2× Platin ·                                                  | 225.000  |

### Crossroads Guitar Festival 2010
| Land/Region               | Auszeichnungen für Musikverkäufe (Land/Region, Auszeichnung, Verkäufe) | Verkäufe |
| ------------------------- | ---------------------------------------------------------------------- | -------- |
| Brasilien (PMB)           | Platin                                                                 | 30.000   |
| Deutschland (BVMI)        | Platin                                                                 | 50.000   |
| Polen (ZPAV)              | Gold                                                                   | 5.000    |
| Vereinigte Staaten (RIAA) | 4× Platin                                                              | 400.000  |
| Insgesamt                 | 1× Gold · 6× Platin ·                                                  | 485.000  |

### Play the Blues: Live from Jazz at Lincoln Center
| Land/Region     | Auszeichnungen für Musikverkäufe (Land/Region, Auszeichnung, Verkäufe) | Verkäufe |
| --------------- | ---------------------------------------------------------------------- | -------- |
| Brasilien (PMB) | Platin                                                                 | 30.000   |
| Insgesamt       | 1× Platin ·                                                            | 30.000   |

### Crossroads Guitar Festival 2013
| Land/Region               | Auszeichnungen für Musikverkäufe (Land/Region, Auszeichnung, Verkäufe) | Verkäufe |
| ------------------------- | ---------------------------------------------------------------------- | -------- |
| Brasilien (PMB)           | Gold                                                                   | 15.000   |
| Deutschland (BVMI)        | Gold                                                                   | 25.000   |
| Frankreich (SNEP)         | —                                                                      | 16.300   |
| Kanada (MC)               | Platin                                                                 | 10.000   |
| Vereinigte Staaten (RIAA) | Platin                                                                 | 100.000  |
| Insgesamt                 | 2× Gold · 2× Platin ·                                                  | 166.300  |

### Planes, Trains and Eric
| Land/Region       | Auszeichnungen für Musikverkäufe (Land/Region, Auszeichnung, Verkäufe) | Verkäufe |
| ----------------- | ---------------------------------------------------------------------- | -------- |
| Frankreich (SNEP) | —                                                                      | 3.200    |
| Insgesamt         | —                                                                      | 3.200    |

### Slowhand at 70 – Live at the Royal Albert Hall
| Land/Region                  | Auszeichnungen für Musikverkäufe (Land/Region, Auszeichnung, Verkäufe) | Verkäufe |
| ---------------------------- | ---------------------------------------------------------------------- | -------- |
| Deutschland (BVMI)           | Gold                                                                   | 25.000   |
| Vereinigtes Königreich (BPI) | Gold                                                                   | 25.000   |
| Insgesamt                    | 2× Gold ·                                                              | 50.000   |

## Auszeichnungen nach Autorenbeteiligungen

### Sunshine of Your Love(Cream)
| Land/Region                  | Auszeichnungen für Musikverkäufe (Land/Region, Auszeichnung, Verkäufe) | Verkäufe  |
| ---------------------------- | ---------------------------------------------------------------------- | --------- |
| Italien (FIMI)               | Gold                                                                   | 25.000    |
| Vereinigte Staaten (RIAA)    | Gold                                                                   | 1.000.000 |
| Vereinigtes Königreich (BPI) | Silber                                                                 | 200.000   |
| Insgesamt                    | 1× Silber · 2× Gold ·                                                  | 1.225.000 |

### Layla(Derek and the Dominos)
| Land/Region                  | Auszeichnungen für Musikverkäufe (Land/Region, Auszeichnung, Verkäufe) | Verkäufe |
| ---------------------------- | ---------------------------------------------------------------------- | -------- |
| Vereinigtes Königreich (BPI) | Gold                                                                   | 400.000  |
| Insgesamt                    | 1× Gold ·                                                              | 400.000  |

## Statistik und Quellen
| Land/RegionAuszeichnungen für Musikverkäufe (Land/Region, Auszeichnungen, Verkäufe, Quellen) | Silber       | Gold         | Platin         | Diamant     | Verkäufe     | Quellen |
| -------------------------------------------------------------------------------------------- | ------------ | ------------ | -------------- | ----------- | ------------ | --- |
| Argentinien (CAPIF)                                                                          | —            | 5× Gold5     | 5× Platin5     | —           | 430.000      | capif.org.ar (Memento vom 6. Juli 2011 im Internet Archive) AR2 (Memento vom 20. August 2011 im Internet Archive)                     |
| Australien (ARIA)                                                                            | —            | 4× Gold4     | 24× Platin24   | —           | 1.323.000    | aria.com.au |
| Belgien (BRMA)                                                                               | —            | 2× Gold2     | 2× Platin2     | —           | 250.000      | ultratop.be |
| Brasilien (PMB)                                                                              | —            | 12× Gold12   | 4× Platin4     | —           | 1.565.000    | pro-musicabr.org.br |
| Chile (IFPI)                                                                                 | —            | Gold1        | —              | —           | 15.000       | Einzelnachweise |
| Dänemark (IFPI)                                                                              | —            | 4× Gold4     | 4× Platin4     | —           | 465.000      | ifpi.dk |
| Deutschland (BVMI)                                                                           | —            | 13× Gold13   | 6× Platin6     | —           | 3.005.000    | musikindustrie.de |
| Europa (IFPI)                                                                                | —            | —            | 10× Platin10   | —           | (10.000.000) | ifpi.org (Memento vom 1. Januar 2014 im Internet Archive)                                                                             |
| Finnland (IFPI)                                                                              | —            | 5× Gold5     | —              | —           | 175.732      | ifpi.fi |
| Frankreich (SNEP)                                                                            | Silber1      | 9× Gold9     | 4× Platin4     | —           | 978.500      | infodisc.fr snepmusique.com |
| Hongkong (IFPI/HKRIA)                                                                        | —            | Gold1        | 2× Platin2     | —           | 50.000       | ifpihk.org |
| Indien (IMI)                                                                                 | —            | Gold1        | —              | —           | 50.000       | Einzelnachweise |
| Irland (IRMA)                                                                                | —            | —            | 2× Platin2     | —           | 45.000       | irishcharts.ie |
| Italien (FIMI)                                                                               | —            | 6× Gold6     | 4× Platin4     | —           | 695.000      | fimi.it |
| Japan (RIAJ)                                                                                 | —            | 7× Gold7     | 13× Platin13   | 3× Diamant3 | 6.697.505    | riaj.or.jp JP2 |
| Kanada (MC)                                                                                  | —            | 8× Gold8     | 18× Platin18   | Diamant1    | 2.825.100    | musiccanada.com |
| Malaysia (RIM)                                                                               | —            | Gold1        | —              | —           | 25.000       | Einzelnachweise |
| Mexiko (AMPROFON)                                                                            | —            | Gold1        | 3× Platin3     | —           | 850.000      | Einzelnachweise |
| Neuseeland (RMNZ)                                                                            | —            | 7× Gold7     | 45× Platin45   | —           | 902.500      | aotearoamusiccharts.co.nz NZ2 (Memento vom 24. Juli 2011 im Internet Archive) NZ3 (Memento vom 28. Juli 2011 im Internet Archive) NZ4 |
| Niederlande (NVPI)                                                                           | —            | 4× Gold4     | 6× Platin6     | —           | 755.000      | nvpi.nl |
| Norwegen (IFPI)                                                                              | 2× Silber2   | 2× Gold2     | Platin1        | —           | 150.000      | ifpi.no (Memento vom 5. November 2012 im Internet Archive)                                                                            |
| Österreich (IFPI)                                                                            | —            | 6× Gold6     | 5× Platin5     | —           | 390.000      | ifpi.at |
| Polen (ZPAV)                                                                                 | —            | 4× Gold4     | 3× Platin3     | —           | 175.000      | olis.pl |
| Rumänien (UFPR)                                                                              | —            | Gold1        | —              | —           | 10.000       | Einzelnachweise |
| Schweden (IFPI)                                                                              | —            | 2× Gold2     | 3× Platin3     | —           | 370.000      | sverigetopplistan.se |
| Schweiz (IFPI)                                                                               | —            | 13× Gold13   | 2× Platin2     | —           | 415.000      | hitparade.ch |
| Singapur (RIAS)                                                                              | —            | —            | Platin1        | —           | 15.000       | Einzelnachweise |
| Spanien (Promusicae)                                                                         | —            | 7× Gold7     | 7× Platin7     | —           | 990.000      | elportaldemusica.es ES2 ES3 |
| Südkorea (KMCA)                                                                              | —            | —            | —              | —           | 200.000      | Einzelnachweise |
| Taiwan (RIT)                                                                                 | —            | Gold1        | —              | —           | 25.000       | Einzelnachweise |
| Thailand (TECA)                                                                              | —            | —            | Platin1        | —           | 50.000       | Einzelnachweise |
| Ungarn (MAHASZ)                                                                              | —            | —            | Platin1        | —           | 20.000       | slagerlistak.hu |
| Vereinigte Staaten (RIAA)                                                                    | —            | 20× Gold20   | 59× Platin59   | Diamant1    | 63.837.867   | riaa.com |
| Vereinigtes Königreich (BPI)                                                                 | 15× Silber15 | 22× Gold22   | 15× Platin15   | —           | 8.790.000    | bpi.co.uk |
| Insgesamt                                                                                    | 18× Silber18 | 169× Gold169 | 250× Platin250 | 5× Diamant5 |              | |